# Capnolymma stygia
Capnolymma stygia là một loài bọ cánh cứng trong họ Cerambycidae.